# Skånes folkblad
Skånes folkblad är en svensk lokal dagstidning som bildades 2025 av nio skånska fackföreningar. Bakom initiativet står den nybildade föreningen Folkrörelsemedia i Skåne. Tidningen bevakar frågor som arbetsliv, arbetsmarknad och välfärd.
Ledarsidan har beteckningen oberoende socialdemokratisk. Chefredaktör är Anders Malmström och vd är Daniel Färm.
Den 31 mars 2025 kom den första utgåvan.